# جانيس ماسون
جانيس ماسون (بالإنجليزية: Janice Mason)‏ هي مجدفة كندية، ولدت في 23 نوفمبر 1959 في إدمونتون في كندا.

## وصلات خارجية
- جانيس ماسون على موقع الاتحاد الدولي للتجديف (الإنجليزية)
- جانيس ماسون على موقع اللجنة الأولمبية الدولية (الإنجليزية)
- جانيس ماسون على موقع أوليمبيديا (الإنجليزية)